# Riesgo (Asimov)
Riesgo es un cuento corto de ciencia ficción escrito por Isaac Asimov en mayo de 1955, siendo publicado originalmente en Astounding Science Fiction y reimpreso en las colecciones El resto de los robots (1964) y El Robot Completo (1982). La historia es una secuela de Pequeño Robot Perdido, debido a que se establece en la misma ubicación, pero con un robot distinto. Una peculiaridad es que se trata de uno de los pocos robots de Asimov que no poseen un número de serie o nombre propio. 

## Argumento
Los investigadores están listos en la Hiper Base para probar la primera nave hiperespacial, que tiene a un robot positrónico en los controles de la nave, debido a que se consideraba muy arriesgodo utilizar un piloto humano. Pero el barco no funciona como estaba previsto y Susan Calvin convence al ingeniero Gerald Black a que aborde la nave para encontrar el error. 
Al final, Black descubre que las errores fueron causadas por el robot, que debido a las órdenes imprecisas que recibió, dañó los controles. Se dan cuenta de que la mente precisa y finita del robot debe ser complementada con el ingenio humano.
- Datos: Q467818